# Strickland (rzeka)
Strickland – rzeka w Papui-Nowej Gwinei, ma swoje źródła w Górach Bismarcka, uchodzi do rzeki Fly.